# SeaWorld San Antonio
SeaWorld San Antonio es un oceanario localizado en la colonia Westover Hills de San Antonio, Texas, en el lado oesteoccidente de la ciudad. Es el parque más grande de la cadena de SeaWorld y el parque más grande de vida marina en el mundo. Los otros parques de SeaWorld están localizado en San Diego, California, Orlando, Florida, y uno está en desarrollo en Abu Dabi, EAU entre franquicia. Es miembro de la Alianza de los Parques y Acuarios de mamíferos marinos y la Asociación de Zoológicos y Acuarios.

## Historia
SeaWorld San Antonio (antes SeaWorld Texas) fue desarrollado por Harcourt, Brace y Jovanovich (en la actualidad Harcourt Trade Publishers) y abrió sus puertas en 1988. El parque tuvo un precio de construcción de $ 170 millones de dólares y dio la bienvenida a 3,3 millones de visitantes en sus primeros 12 meses de funcionamiento, colocándolo entre las 10 principales atracciones en Texas.
El 16 de noviembre de 1988, Kayla (conocida en el escenario como "Baby Shamu") fue la primera orca nacida en SeaWorld San Antonio.
Bajo la mirada de Anheuser-Busch's, SeaWorld San Antonio cerró atracciones menos populares como el Texas Walk, el U.S. Map Plaza, y el Circle of Flags. El enfoque educativo del parque ha tenido notable hincapié, y su expansión se centró en la adición de paseos de emoción y más parques acuáticos.  En 1993, el parque abrió la Laguna Perdida que es otro parque acuático, y en 1997 el parque estrenó su primera montaña rusa, The Great White, junto con el Río Loco, un viaje de rápidos en agua.
En 1995, Anheuser-Busch presionó con éxito para el cambio en la legislación para que se le permitiese a una empresa tomar menos de 75.000 barriles por año de bebidas alcohólicas en Texas para vender sus propios productos en los locales que poseen.

## Atracciones

### Paseos de Emoción

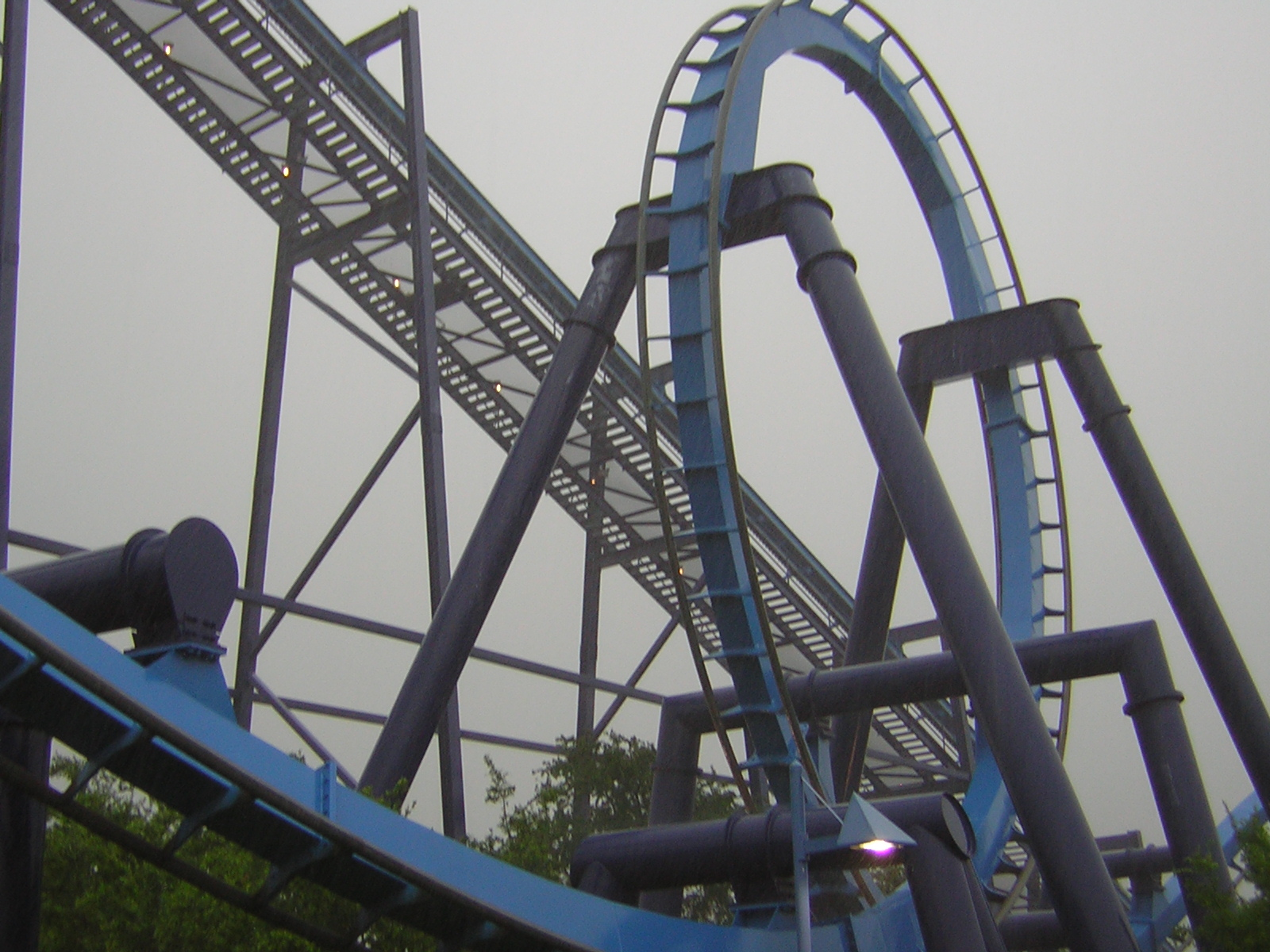
The Great White, la montaña rusa emblema de SeaWorld San Antonio.

- The Great White - Montaña rusa invertida
- Río Loco - Ráfting
- Steel Eel - Anunciado como el primer y único hypercoaster en Texas con velocidades de hasta (105 km/h)[4]
- Journey to Atlantis montaña rusa con ráfting

### Paseos para niños
- Shamu Express - montaña rusa familiar.
- Sesame Street Bay of Play - área para niños.

## Shows y Exhibiciones

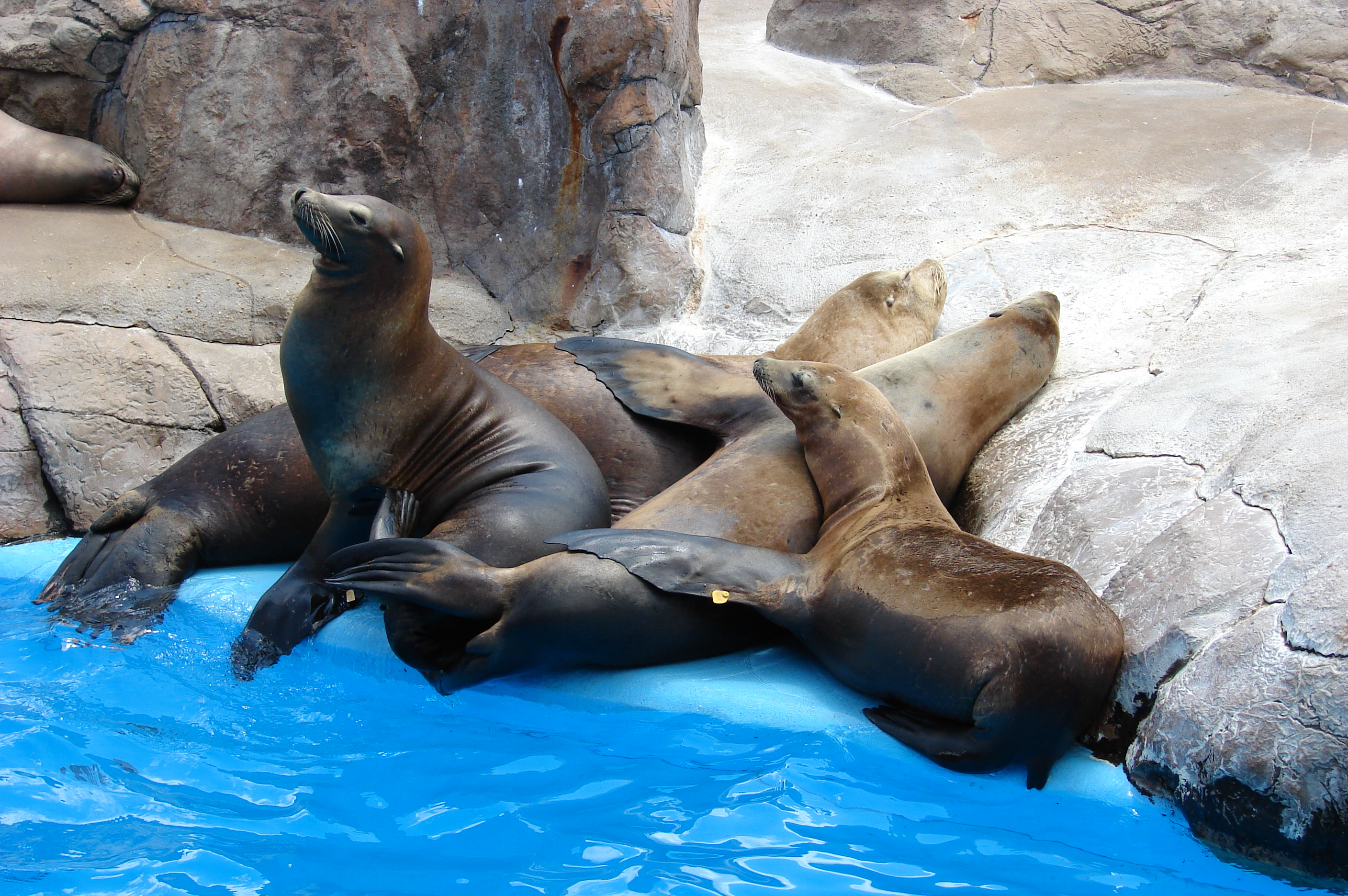
La comunidad de leones marinos.

### Shows
- One Ocean (Shamu Theater)
- Clyde and Seamore's Sea Lion High (Sea Lion Stadium)
- Ocean Discovery: Dolphins & Beluga Whales (Beluga Stadium)
- Elmo Rocks (Sesame Street Bay of Play)

### Exhibiciones
- Aviary Habitats - La casa de las aves
- Dolphin Cove - La cueva del delfín
- Penguin Encounter - Encuentro con pingüinos
- Seal And Sea Lion Community - La comunidad del León marino
- Sharks/The Coral Reef - La experiencia del coral y el tiburón

## Entretenimiento
- Boardwalk Games Center - Un centro de juegos unido a la salida de la montaña rusa "Great White"

## Aquatica
Aquatica es un parque acuático que se ha añadido a SeaWorld en marzo de 2013. Está disponible de abril a septiembre. Reemplazando a Laguna Perdida.